# 4134 Schütz
A 4134 Schütz (ideiglenes jelöléssel 1961 CR) a Naprendszer kisbolygóövében található aszteroida. Freimut Börngen fedezte fel 1961. február 15-én.